# Académie Suisse

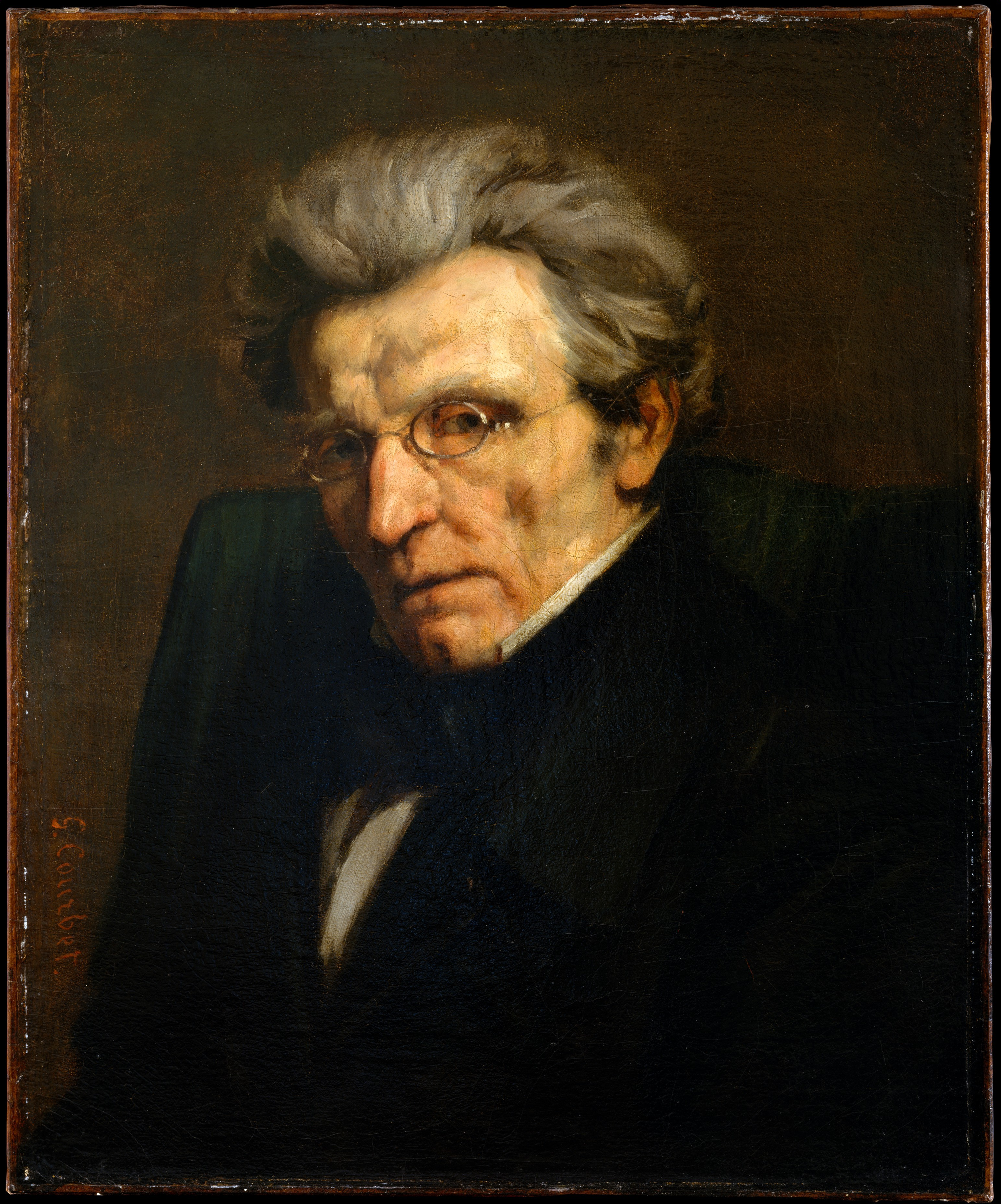
Gustave Courbet, Portrait de Charles Suisse (1861), New York, Metropolitan Museum of Art.

Ne doit pas être confondu avec Académie Colarossi.
L'académie Suisse est un ancien atelier français de peinture ouvert à Paris dans l'île de la Cité dès 1815, au 4, quai des Orfèvres, et qui forma, durant une cinquantaine d'années, de nombreux artistes peintres devenus célèbres. Après 1870, elle change d'adresse et devient l'Académie Colarossi.

## Histoire

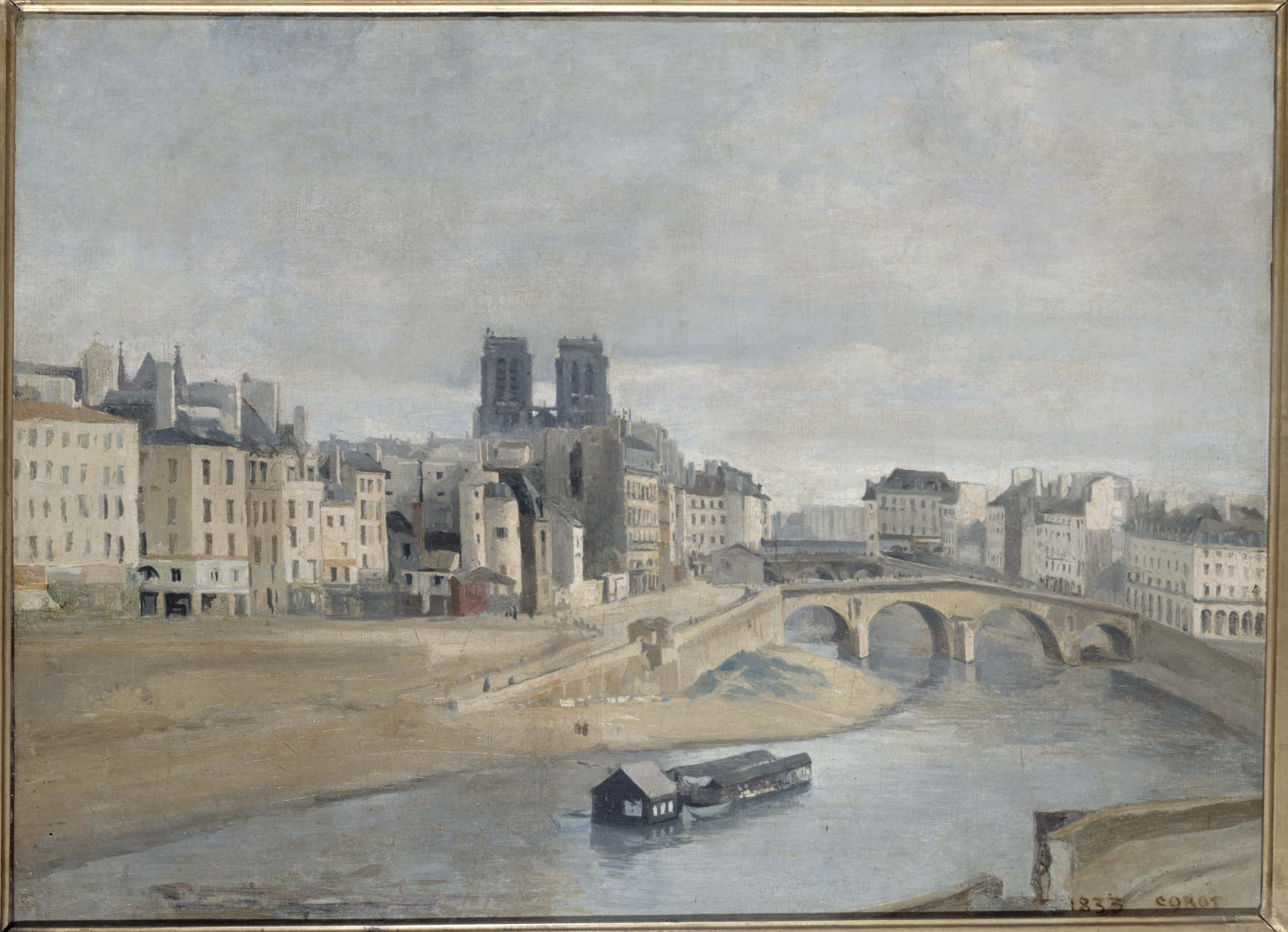
Camille Corot, Quai des Orfèvres et pont Saint-Michel (1833), Paris, musée Carnavalet.

Martin-François Suisse est né à Paris en 1781, fils d'un perruquier parisien. Le patronyme « Suisse » est la forme francisée de « Schweitzer », celui d'une famille originaire de Düsseldorf, qui s'est installée à Paris au cours du XVIIIe siècle. D'abord modèle de Jacques-Louis David, Martin-François Suisse fonde son académie en 1815. Surnommé « le père Suisse », il la dirige jusqu'à sa mort en 1859 à 78 ans.
L'atelier est ensuite dirigé par son neveu, Charles Alexandre Suisse (1813-1871), mort à 57 ans, et dont Gustave Courbet fit au moins deux portraits.
Moyennant une somme mensuelle modique, 10 francs-or, les artistes nécessiteux pouvaient y bénéficier des services d'un modèle pour s'exercer au nu académique. De nombreux artistes en devenir ont fait leurs premières peintures dans ce qui était parfois dénommé « le sanctuaire de l'Art et du tapage », les artistes ayant en effet une liberté absolue de recherches et de procédés, d'où le fait qu'on y subodoraient de possibles débordements. La fréquentèrent entre autres Camille Corot, Paul Cézanne, Édouard Manet, Claude Monet ou Camille Pissarro, pour les plus connus.
Vers la fin du Second Empire, le sculpteur italien Filippo Colarossi rachète à Charles Suisse son atelier, nommé à cette époque « Académie Suisse-Cabressol » et la rebaptise tout d'abord « Académie de la Rose ». En 1870, il décide de la transférer au 10, rue de la Grande-Chaumière dans le 6e arrondissement.
Une photographie du quai des Orfèvres, datée du 25 août 1870, où figure l'immeuble, aujourd'hui détruit, situé au no 4 et à et l'angle du boulevard du Palais — reconnaissable à l'enseigne du dentiste Sabra — est conservée à Paris dans les collections du musée Carnavalet.

## Principaux élèves de l'académie Suisse
- Élèves de l'Académie Suisse